# Детройт Тайгерз
Детройт Тайгерз (англ. Detroit Tigers) заснована у 1894 професійна бейсбольна команда міста Детройт у штаті  Мічиган.  Команда — член  Центрального дивізіону, Американської бейсбольної ліги, Головної бейсбольної ліги. 

## Історія

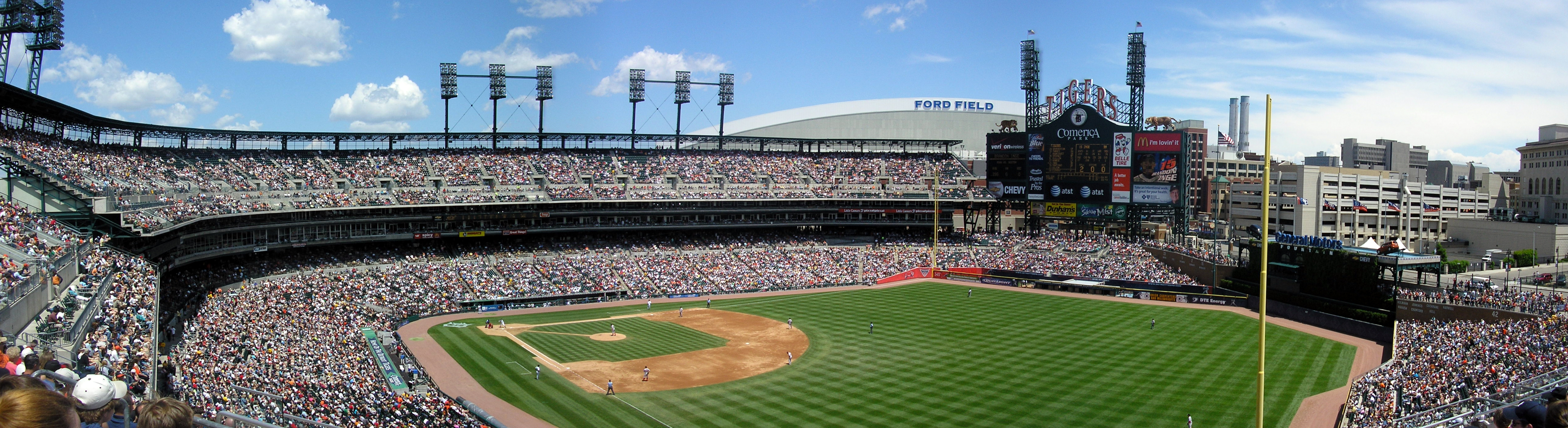
Комерика Парк

Команда була створена у 1894 році. Тигри зіграв свою першу гру вдома проти Мілвокі 25 квітня 1901 року
Домашнім полем для Детройт Тайгерз є Комерика Парк. Менеджер команди Бред Осмус.
Тайґерс виграли Світову серію чемпіонату Вищої ліги бейсболу у 1935, 1945, 1968, і 1984 роках.